# Musée et Centre de transmission de la culture Daniel-Weetaluktuk
 (février 2020).
Si vous disposez d'ouvrages ou d'articles de référence ou si vous connaissez des sites web de qualité traitant du thème abordé ici, merci de compléter l'article en donnant les références utiles à sa vérifiabilité et en les liant à la section « Notes et références ».
Le Musée et Centre de transmission de la culture Daniel-Weetaluktuk est un musée situé à Inukjuak, dans la région touristique du Nunavik au Québec. C'est un endroit où l’on protège la culture d’une nation autochtone qui regroupe des objets archéologiques historiques témoignant des origines des Inuit du Nunavik  et l'art contemporain avec animation. On y offre des ateliers de techniques traditionnelles. Il est reconnu comme étant le seul musée de la région du Nunavik.

## Histoire
Le musée a été érigé en 1992, à Inukjuak, dans le  Nunavik au Canada. Le musée a subi une rénovation et a été rouvert en 2005. Les gens de la communauté ont réalisé là l’exposition permanente. L'Institut culturel Avataq conserve la collection d'art inuit du Nunavik. Cette collection comprend 369 artefacts et objets d'artisanat, 450 sculptures et 140 gravures.

## Présentation
Deux expositions sont présentées dans une seule salle, car le musée ne peut pas accueillir plus de 20 personnes dans cet endroit. Peu sont les collections qui ont été mises en valeur dans le musée Daniel-Weetaluktuk. Les œuvres sont sélectionnées pour entrer dans un cadre de critères précis dont l’un des principaux était la représentation équilibrée des 14 communautés. Les œuvres d’art inuits proviennent du Nunavik et sont partagées entre l’Institut culturel Avataq, le Musée canadien de l'histoire et le Musée des beaux-arts du Canada.

## Daniel Weetaluktuk
Entre 1976 et 1982, les contributions de Daniel Weetaluktuk d'Inukjuak à l'anthropologie arctique se firent de plus en plus importantes. M. Weetaluktuk a réduit les fosses entre la culture autochtone et la science en étudiant l’archéologie, les modes de vie traditionnels des Inuit, les ressources culturelles et l'histoire naturelle. Il a travaillé à  développer des relations harmonieuses entre les Inuits et les Canadiens du Sud. M. Weetaluktuk a rendu possible l’accès à la formation et à l’enseignement scientifique. Le musée porte aujourd’hui son nom car il est le premier archéologue provenant du Nunavik.

### Expositions découvertes
- 1980 - La collection Nunavimmiute.
- 1940 à 1980 - Des sculptures historiques.
- 1960 et 1970 - Estampes et autres œuvres sur papier.
- 1960 et 1975 - Des objets utilitaires produits et une grande sélection de pièces artisanales comprenant des poupées, des paniers et des vêtements.

### Expositions Permanentes
- Nunavik 2000
- Tumivut : Les traces de nos pas
- KUUJJUATUQAQ 1882 à 1884 / KUUJJUAQ c.1968
- Takunnatauninga ilirsusivut takunnagusitigut
- Notre culture telle que nous la percevons

### Médiagraphie
- Société des musées du Québec
- Québec vacances
- Études Inuit